# Kebayoran Baru (Dżakarta Południowa)
Kebayoran Baru – dzielnica Dżakarty Południowej. Zamieszkuje ją 157 370 osób.

## Podział
W skład dzielnicy wchodzi dziesięć gmin (kelurahan):
- Selong – kod pocztowy 12110
- Gunung – kod pocztowy 12120
- Kramat Pela – kod pocztowy 12130
- Gandaria Utara – kod pocztowy 12140
- Cipete Utara – kod pocztowy 12150
- Pulo – kod pocztowy 12160
- Melawai – kod pocztowy 12160
- Petogogan – kod pocztowy 12170
- Rawa Barat – kod pocztowy 12180
- Senayan – kod pocztowy 12190